# فراس العلي
فراس العلي مواليد 1 أغسطس 1985 في حماة، هو لاعب كرة قدم سوري يلعب مع النادي العربي كمدافع.

## المسيرة الاحترافية

### أندية لعب لها
- نادي الطليعة (سوريا)
- نادي الشرطة (سوريا)
- نادي الشيخ حسين
- منتخب سوريا الأولمبي
- منتخب سوريا